# Hendrik Wade Bode
Hendrik Wade Bode (24 de diciembre de 1905-21 de junio de 1982) fue un ingeniero, investigador, inventor, autor, y científico estadounidense, de ascendencia neerlandesa. Como pionero de teoría de control moderna y telecomunicaciones electrónicas, él revolucionó el contenido y metodología de sus campos de investigación.
Hizo importantes contribuciones a la ingeniería de control y a las herramientas matemáticas para el análisis de la estabilidad de los sistemas lineales, inventando así los diagramas de Bode, el margen de ganancia y la ganancia de fase.
Bode fue uno de los grandes filósofos de la ingeniería de su era. También fue conocido y respetado en los círculos académicos de todo el mundo, así mismo es sumamente conocido por los estudiantes de ingeniería de control moderna por haber desarrollado los diagramas de magnitud y fase que llevan su nombre, el diagrama de Bode.
Las contribuciones de su investigación no solo fueron multidimensionales, sino que también fueron de largo alcance, extendiéndose incluso hasta el programa espacial de U.S.A.

## Educación
Bode nació en Madison, Wisconsin. Su padre era profesor y un miembro de la facultad de la Universidad de Illinois. Bode entró en la Escuela Primaria Leal y rápidamente avanzó por el programa educativo de Urbana-Champaign para así graduarse de la preparatoria a la edad de 14 años.
Inmediatamente después de graduarse de la preparatoria, pidió admisión en la Universidad de Illinois pero le fue negada la entrada debido a su edad. Décadas más tarde, en 1977, la misma Universidad le dio un doctorado en Ciencias.
Finalmente aplicó y fue aceptado en la Universidad Estatal de Ohio, donde su padre daba clases, recibió su diploma en 1924, a la edad de 19, y posteriormente su Maestría en 1926, ambos títulos en Matemáticas. Después de recibir su M.A., permaneció en su alma mater, trabajando como asistente de enseñanza, por un año.

## Contribuciones tempranas en Bell Labs y doctorado
Justo después de graduarse, fue contratado por Bell Labs en la ciudad de Nueva York, donde comenzó su carrera como diseñador de filtros electrónicos y ecualizadores. Consecuentemente, en 1929, fue asignado al Grupo de Investigación Matemática, dónde se destacó en la investigación relacionada con la teoría de redes electrónicas y sus aplicaciones en las telecomunicaciones. Volvió a estudiar en la Universidad de Columbia, esta vez apoyado por Bell Labs y consiguió su doctorado en Física en 1935.
En 1938, desarrolló el diagrama de Bode, el cual despliega la respuesta en frecuencia de los sistemas de una manera clara. Su trabajo en Sistemas de Control Automático introdujeron innovadores métodos para estudiar la estabilidad de los sistemas que permitieron a los ingenieros investigar la estabilidad en el dominio del tiempo usando conceptos del dominio de la frecuencia como la ganancia de margen y la ganancia de fase, el estudio de los cuales fue complementado por sus ahora famosos diagramas.
En esencia, su método hizo a la estabilidad transparente en los dominios de la frecuencia y del tiempo, y más aún, su método en la frecuencia resultó mucho más rápido y sencillo que el entonces tradicional análisis en el tiempo. Esto les dio a los ingenieros un análisis de estabilidad rápido y sencillo, además de un sistema de diseño que permanece en uso hoy en día. Junto con Harry Nyquist, desarrolló las condiciones teóricas aplicables a la estabilidad de circuitos amplificadores.

## Segunda Guerra Mundial y nuevas invenciones

### Cambio de dirección
Con la inminente llegada de la Segunda Guerra Mundial, Bode cambió su enfoque hacía las aplicaciones militares de su investigación en Sistemas de Control, un cambio que impactaría significativamente en toda su carrera. Él sirvió a su país trabajando en el Proyecto Director en Bell Labs. (recibiendo fondos del Comité Nacional de Investigación de Defensa NDRC), desarrollando sistemas automáticos de control antiaéreo, donde la información de un radar era usada para proveer datos sobre la localización de las naves enemigas, el cual a su vez realimentaba los mecanismos de artillería antia-aérea para así lograr detectar y seguir la posición del enemigo, en otras palabras, permitía derribar automáticamente las naves enemigas con ayuda de un radar. Los servomotores usados eran accionados de manera eléctrica e hidráulica, el último siendo usado para el posicionamiento de equipo antiaéreo pesado.

### Primeras armas robot y sistemas retro alimentados inalámbricos
La señal de radar era asegurada y sus datos eran inalámbricamente mandados a un receptor en tierra que estaba conectado al sistema de control retroalimentado de artillería, causando así que el servo pudiera modificar su posición angular y mantenerla por un tiempo óptimo, para así disparar a las coordenadas calculadas (predichas) de su objetivo y derribarlo.
La predicción de las coordenadas era función del director T-10, una especie de computadora eléctrica, así llamada porque era usada para dirigir la posición del cañón con respecto al objetivo aéreo. También calculaba la velocidad promedio basado en la información de posición provista por el radar y predecía su localización futura tomando como base su asumida ecuación de plan de vuelo, el cual era usualmente una función lineal del tiempo. Este sistema funcionaba como una versión temprana del modelo de defensa de misil antibalística. El Análisis estadístico era empleado para ayudar en la computación de la posición exacta del objetivo y para suavizar los datos obtenidos, removiendo las fluctuaciones de la señal y el ruido.

### ”Casamiento forzado”
Bode realizó la primera retroalimentación inalámbrica en la historia de los sistemas de control automáticos al combinar las comunicaciones de datos inalámbricas, las computadoras eléctricas, principios estadísticos y la teoría de los sistemas de control retroalimentados. Él mostró su sentido del humor al llamar a esta unión interdisciplinaria “casamiento escopeta”, haciendo referencia a los orígenes de su histórica artillería antia-aérea:”Esto, es un tipo de casamiento escopeta forzado ante nosotros por las presiones y problemas militares de la Segunda Guerra Mundial.” Él también lo describió como “un tipo de casamiento escopeta entre dos personalidades incompatibles.”
La pistola de artillería automatizada, también puede ser considerada como un arma robot. Su funcionamiento requiere el procesamiento de datos que era transmitido inalámbricamente a sus sensores para hacer una decisión basada en los datos recibidos usando una computadora a bordo, la cual controla la posición angular y el tiempo de disparo. En ese modelo se podía observar elementos de conceptos posteriores como el procesamiento de datos, automatización, inteligencia artificial, robótica, etc.

### Estudios del Director T-10
Bode, además aplicó sus habilidades en amplificadores retroalimentados para diseñar el suavizado de la detección y posición del objetivo para un modelo del Director T-10 mejorado, llamado el Director T-15. El trabajo de este último fue tomado bajo un nuevo proyecto en Bell Labs titulado Estudios Fundamentales del Director en cooperación con la NDRC y bajo la dirección de Walter McNair.
La NDRC, la agencia fundadora de este proyecto, operaba bajo la Oficina de Investigación y Desarrollo Científico (OSRD).
Su investigación en Bell Labs, bajo la sección D-2 (Sección de sistemas de control) en algún momento llevó hacia otros desarrollos importantes en campos relacionados y sentó los cimientos para muchas invenciones de hoy en día. En el campo de la teoría de control, ayudó en el diseño y control de servomecanismos, lo cual es una parte crucial de la robótica moderna. El desarrollo de la teoría de comunicaciones de datos inalámbricos de Bode dio lugar a invenciones como los teléfonos móviles y las redes inalámbricas.
La razón del nuevo proyecto fue que el director T-10 encontró dificultades en el cálculo de la velocidad del objetivo por diferenciación de posiciones. Lo anterior debido a discontinuidades matemáticas, variaciones y ruido en la señal de radar. Esto podía ser mitigado al suavizar o promediar los datos, pero tales técnicas causaban retrasos en el lazo de retro alimentación que le permitían al objetivo escapar. Así mismo, los algoritmos del Director T-10 requerían varias transformaciones del sistema de coordenadas cartesianas al de coordenadas polares y después de regreso a las rectangulares, un proceso que introducía errores de aproximación.
Bode diseñó las redes computacionales de la velocidad del Director T-15 aplicando el método de las diferencias finitas en lugar del de diferenciación. Bajo este esquema las coordenadas eran guardadas en memoria mecánica, usualmente un potenciómetro. La velocidad era entonces calculada al tomar la diferencia entre coordenadas de la posición actual y la posición pasada (que se encontraban guardadas) y dividiendo por el respectivo tiempo. Este método era más robusto que el de diferenciación y también suavizaba las perturbaciones de la señal dado que el tamaño de paso de tiempo era menos sensible a picos de voltaje impredecibles. Así mismo introdujo por primera vez un algoritmo mejor adaptado a la teoría de procesamiento de señales discretas moderna, en lugar de la técnica clásica basada en cálculo y las señales análogas. Además el director T-15 operaba solo en coordenadas rectangulares y por lo tanto eliminaba los errores en la transformación de sistemas de coordenadas. Estas innovaciones en el diseño dieron mejoras substanciales en el desempeño, ya que el director T-15 era el doble de preciso y rápido que el modelo pasado.
La implementación del algoritmo de control de disparo y su extenso trabajo con amplificadores retroalimentados permitió un avance significativo en los métodos computacionales y abrió paso al eventual desarrollo de la computadora analógica,
Invenciones como esta, a pesar de sus orígenes militares, han tenido un impacto grande en la vida civil.

### Usos Militares

#### Anzio y Normandía
Los cañones antiaéreos automatizados que Bode ayudó a desarrollar fueron exitosamente usados en numerosas ocasiones durante la guerra. En febrero de 1944, el sistema de disparo automático, basado en versiones anteriores del Director T-15, vio por primera vez acción en Anzio, Italia, donde ayudó a derribar a más de 100 naves enemigas. En el Día D, 39 unidades fueron desplegadas para proteger a los aliados.

#### Uso en contra de la bomba V-1
Quizá la amenaza que mejor antagonizaba las especificaciones de la artillería automatizada apareció en junio de 1944. No sorpresivamente, resultó ser otro robot. Los ingenieros aeronáuticos alemanes liderados por Wernher von Braun produjeron un robot propio; la bomba voladora V-1, una bomba guiada automáticamente que es considerada como el precursor del misil. Los alemanes usaron técnicas para evadir el radar, como el volar rápido y bajo (técnicas aún usadas el día de hoy). Durante el London Blitz, 100 Director T-10 montados en torretas de 90 mm fueron puestos en el perímetro Sur de Londres, lo cual fue un pedido especial de Winston Churchill. Las unidades antiaéreas incluían el radar SCR-584, producido por el “Radiation Lab” del MIT y el mecanismo de proximidad, desarrollado por Merle Tuve y su Division T en el NDRC, que se detonaba cerca del objetivo usando un fusible controlado por microondas, logrando así un alcance de detonación mayor e incrementando las posibilidades de un ataque exitoso. Entre 18 de junio y 17 de julio de 1944, 343 bombas V-1 fueron derribadas. De julio 17 a agosto 31 los derribes subieron a 1286, el equivalente a 34 % de las mandadas por los alemanes, siendo el 50 % derribadas sobre Londres. De tales datos se puede ver que los sistemas automatizados que Bode ayudó a diseñar tuvieron un impacto considerable en las batallas cruciales de la Segunda Guerra Mundial. También es posible concluir que la Blitzkrieg sobre Londres se convirtió en el primer campo de batalla de robots.

### Sinergia con Shannon
En 1945, con el ocaso de la guerra, la NDRC dio un par de resúmenes técnicos como preludio a su eventual cierre. Dentro del volumen sobre Control de Disparo, un ensayo titulado Suavizamiento de Datos y Predicción en sistemas de control de disparo, coautorado por Ralph Beebe Blackman. Hendrik Bode, y Claude Shannon, introdujo formalmente el problema del control de disparo como un caso especial de la transmisión, manipulación y utilización de la inteligencia, en otras palabras, moldeó los problemas en términos del procesamiento de datos y el procesamiento de señales dando así lugar al comienzo de la era de la información. Shannon, considerado el padre de la teoría de la información, fue influenciado por este trabajo. Es claro que la convergencia de la era de la información fue precedida por la sinergia entre estos científicos y sus colaboradores.

### Logros posteriores
En 1944, Bode fue puesto a cargo del grupo de Investigación Matemática en Bell Labs.
Su trabajo en las comunicaciones electrónicas, especialmente en el diseño de filtros y ecualizadores, continuó por este tiempo. En 1945 culminó con la publicación de su libro bajo el nombre de Análisis de Redes y diseño de filtros, el cual es considerado un clásico en el campo de las telecomunicaciones electrónicas y fue extensivamente usado como libro de texto para muchos programas de posgrado en distintas universidades, así como para cursos de entrenamiento interno en Bell Labs.
También fue un autor prolífico de muchas investigaciones que fueron publicadas en diarios científicos y técnicos.

## Certificado de Mérito
En 1948, el presidente Harry S. Truman lo honró con el Certificado al mérito del presidente, en reconocimiento a sus remarcables contribuciones científicas durante la guerra.

## Contribuciones en tiempo de paz

### Cambio de enfoque
Con el fin de la guerra, su investigación cambió para incluir no solo proyectos militares sino también del orden civil. En el lado militar, siguió investigando los misiles, incluyendo métodos de defensa, junto con los algoritmos computacionales requeridos. Del lado civil él se concentró en la teoría de la comunicación moderna. En el lado de la investigación militar de la posguerra, trabajó en el proyecto de misiles Zeus Nike como parte de un equipo junto a Douglas Aircraft, y después en el diseño de misiles antibalísticos.

### Progreso y eventual final de carrera en Bell Labs
En 1952, fue promovido al nivel de Director de Investigación Matemática en Bell Labs. En 1955, se convirtió en el director de Investigación de Ciencias Físicas, y permaneció así hasta 1958, cuando volvió a ser promovido, esta vez al puesto de Vicepresidente en cargo del desarrollo Militar e Ingeniería de Sistemas, el cual ocupó hasta su retiro. He also became a director of Bellcomm, a company associated with the Apollo program.
Su investigación aplicada en Bell Labs llevó a numerosas patentes, algunas de las cuales se encontraban a su nombre. Para el momento de su retiro, contaba con 25 patentes en varias áreas de ingeniería eléctrica y comunicaciones, incluyendo amplificadores de señales y sistemas de control de artillería.
Se retiró de Bell Labs en octubre de 1967, a la edad de 61, acabando así una asociación que duró más de 4 décadas y cambió el rostro de muchos de los elementos base de la ingeniería Moderna.

### Harvard

#### Gordon McKay
Justo después de su retiro, Bode fue elegido con la posición Gordon McKay de Ingeniería en Sistemas en Harvard.
Durante su estancia desarrollo investigaciones en algoritmos militares de toma de decisiones y técnicas de optimización basadas en procesos estocásticos, lo cual fue considerado como predecesor de la lógica difusa moderna. También investigó sobre los efectos de la tecnología en la sociedad moderna y dio cursos sobre tal tema en Harvard, donde además era supervisor y maestro de estudiantes de posgrado en la división de Ingeniería y Física Aplicada.

#### Legado en Investigación
Aunque sus deberes académicos eran demandantes de su tiempo, se enfocó en dejar un legado para la investigación. Simultáneamente trabajaba en un libro que exponía su vasta experiencia como investigador en Bell Labs, el cual publicó en 1971 bajo el nombre de Synergy: Technical Integration and Technological Innovation in the Bell System. El cual usaba términos de fácil acceso, para explicar los aspectos filosóficos y técnicos de la ingeniería de sistemas en Bell Labs. Él explicaba como los campos de la ingeniería aparentemente diferentes se estaban fusionando, debido a la demanda del flujo de información entre componentes de sistemas que trascendían las fronteras y que por lo tanto llevaban a un cambio de paradigma tecnológico. Como muestra el nombre del libro, él se convirtió en uno de los exponentes tempranos de la convergencia del procesamiento de información y la informetría incluso antes de que tales términos existieran.
En 1974 se retiró por segunda vez y Harvard lo condecoró con la posición honoraria de Profesor Emérito. Sin embargo, mantuvo su oficina en Harvard y continuó trabajando desde ahí, más que nada como consejero del gobierno en materia política.

## Distinciones académicas
Bode recibió premios, honores y varias distinciones profesionales.

### Premios y medallas académicas
En 1960 recibió el premio Ernest Orlando Lawrence.
En 1969, la IEEE le dio la Medalla Edison por “contribuciones fundamentales a las artes de la comunicación, computación y control; por liderazgo al traer la ciencia matemática a problemas ingenieriles; y por la guía y consejo creativo en ingeniería de sistemas”, un tributo que elocuentemente resume el amplio espectro de sus contribuciones a la ingeniería y las matemáticas aplicadas como investigador, y a la sociedad como consejero y profesor.
En 1975, la Sociedad Estadounidense de Ingenieros Mecánicos le otorgó la medalla Rufus Oldenburger.
En 1979, se convirtió en el primer acreedor al premio Richard E. Bellman del Consejo Americano de Control Automático. El premio es dado a los investigadores con "contribuciones distinguidas a la teoría o aplicación de los sistemas de control automático", y "es el reconocimiento más alto para el logro profesional de los ingenieros y científicos de sistemas de control en U.S.A.".
En 1989, la IEEE realizó el premio Hendrik W. Bode para “reconocer las contribuciones la ciencia o ingeniería de sistemas de control.

### Membresías a organizaciones académicas y comités de gobierno
Él también fue miembro de varias sociedades ingenieriles como la IEEE, American Physical Society, etc. y la American Academy of Arts and Sciences.
En 1957 fue elegido miembro de la Academia Nacional de Ciencias, la más vieja y reconocida Academia Nacional Estadounidense.

#### COSPUP
De 1967 a 1971, sirvió como miembro del Consulado de la Academia Nacional de Ciencias. Al mismo tiempo, sirvió como representante de la sección de Ingeniería de la Academia en el comité de Política Científica y Pública. (COSPUP)
Siendo un pensador profundo y escritor lúcido, el significativamente contribuyó a tres estudios importantes de la COSPUP: Investigación Básica y Metas Nacionales (1965), Ciencia Aplicada y Procesos Tecnológicos (1967) y Tecnología: Procesos de tareas y elección (1969). Tales estudios tenían la distinción adicional de ser los primeros preparados por la Academia para la Rama Legislativa, o más específicamente para el Comité de Ciencia y Astronaútica de Estados Unidos., por lo que llevó a cabo su mandato como concejal del Gobierno de Norteamérica.

#### Comité Especial sobre Tecnología Espacial

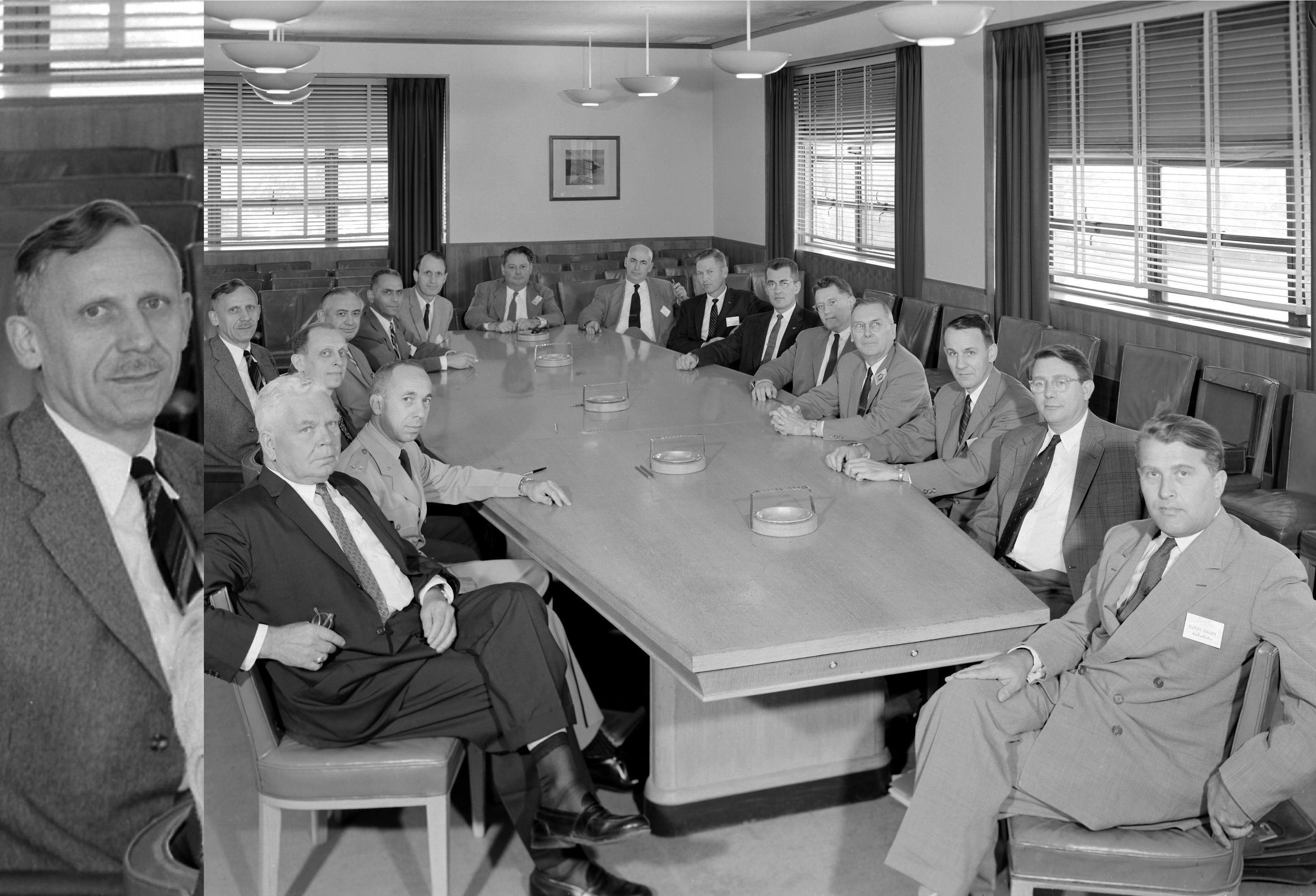
Hendrik Wade Bode

Es una ironía histórica que Bode, el hombre que desarrolló las armas robot que derribaron la bomba V-1 de los nazis durante la Segunda Guerra Mundial, daba servicio en el mismo comité y misma mesa que Wernher von Braun, quien trabajó en el desarrollo de la V-1 y fue cabeza del equipo que desarrolló la V-2.

## Pasatiempos y vida en familia
Bode era un ávido lector en su tiempo libre. Él es también coautor de Counting House una historia ficticia, con su esposa Bárbara la cual fue publicada en la revista Harper en agosto de 1936. Bode también era fanático de navegar en bote. En los inicios de su carrera, mientras trabajaba en Bell Labs en Nueva York, salía de paseo en Long Island. Después de la Segunda Guerra Mundial, compró un bote militar con el que exploró Chesapeake Bay, cerca de Maryland. También gustaba de la jardinería y de los proyectos “hazlo tú mismo”. Él estuvo casado con Barbara Bode (nee Poore). Tuvieron dos hijas Dr. Katharine Bode Darlington y Mrs. Anne Hathaway Bode Aarnes.

## Legado ingenieril
A pesar de todas las distinciones que recibió, Bode no descansó en sus laureles. Él creía que la ingeniería, como institución, merecía un lugar en el Panteón de la Academia, justo como la ciencia. Con una típica solución de ingenio, resolvió el problema al ayudar en la creación de una nueva academia.
Bode está entre la lista de miembros fundadores de la Academia Nacional de Ingeniería y sirvió como miembro regular de la misma que fue creada en 1964, siendo solo la segunda Academia Nacional de U.S.A en 101 años desde la creación de la primera, y que ahora forma parte de las Academias Nacionales Estadounidenses. Por lo tanto ayudó a sublimar el debate antiguo de ingenieros vs científicos. Este sutil y poderoso logro simbólico, constituye una parte importante de su legado.
Hendrik Wade Bode murió a la edad de 76 años, en su hogar en Cambridge, Massachusetts.

## Publicaciones
- Network Analysis and Feedback Amplifier Design (1945)
- Synergy: Technical Integration and Technological Innovation in the Bell System (1971)
- Counting house (Fiction) Hendrik W. (Hendrik Wade) Bode and Barbara Bode Harper's magazine The Lion's mouth dept. pp. 326–329, August 1936

## Investigación en Bell Labs
- H. W. Bode A Method of Impedance Correction Bell System Technical Journal, v9: 1930
- H. W. Bode A General Theory of Electric Wave Filters Bell System Technical Journal, v14: 1935
- H. W. Bode and R. L. Dietzold Ideal Wave Filters Bell System Technical Journal, v14: 1935
- H. W. Bode Variable Equalizers Bell System Technical Journal, v17: 1938
- H. W. Bode Relations Between Attenuation and Phase in Feedback Amplifier Design Bell System Technical Journal, v19: 1940

## Patentes en Estados Unidos
25 patentes fueron dadas por la oficina de patentes de Estados Unidos a Bode por sus invenciones. Las patentes cubrían áreas como redes de transmisión de datos, filtros electrónicos, amplificadores, mecanismos promediadores, redes de suavizado de datos y computadoras de artillería.

### Citas
1. 1 2 3 4 5 6 7  Van Valkenburg, M. E. University of Illinois at Urbana-Champaign, "In memoriam: Hendrik W. Bode (1905-1982)", IEEE Transactions on Automatic Control AC-29 ( 3) marzo 1984, pp. 193–194. Quote: "Something should be said about his name. To his colleagues at Bell Laboratories and the generations of engineers that have followed, the pronunciation is boh-dee. The Bode family preferred that the original Dutch be used as boh-dah."
2. ↑  «Vertaling van postbode, NL>EN». mijnwoordenboek.nl. Consultado el 7 de octubre de 2013.
3. ↑  Memorial tributes By National Academy of Engineering p. 54
4. ↑  Biography in Spanish
5. ↑  «Biography in German from Technische Universität Berlin Institut für Luft und Raumfahrt (Technical University of Berlin: Institute for Flight and Space travel)(PDF) p.6». Archivado desde el original el 9 de julio de 2007. Consultado el 7 de enero de 2007.
6. 1 2  «Neve Yaakov Web Page Tribute». Archivado desde el original el 23 de noviembre de 2007. Consultado el 9 de febrero de 2006.
7. ↑  NASA Historical Website
8. ↑  Biographies of Aerospace officials and policy makers from NASA History Division
9. ↑  Leal Elementary School
10. 1 2 3 4 5  National Academies Press Tribute by Harvey Brooks
11. ↑  Filter Design
12. ↑  Mathematical Research Group at Bell Laboratories Archivado el 14 de febrero de 2002 en Wayback Machine.
13. ↑  Bell Labs
14. 1 2 3 4 5 6 7  Bode biography at IEEE Global History Network
15. 1 2 3 4 5  Lance Day; Ian McNeil (1 de septiembre de 2003). Biographical Dictionary of the History of Technology. Taylor & Francis. pp. 134-135. ISBN 978-0-203-02829-2. Consultado el 7 de octubre de 2012.
16. ↑  «Gain and Phase margin». Archivado desde el original el 17 de octubre de 2012. Consultado el 26 de junio de 2014.
17. ↑  Euronet.nl World War II
18. 1 2 3 4 5 6 7 8 9 10 11 12 13 14 15 16 17 18 19 20  Mindell, David A., "Automation's Finest Hour: Bell Labs and Automatic Control in World War II", IEEE Control Systems, December 1995, pp. 72-80.
19. ↑  «History of the MIT Servomechanisms Laboratory». Archivado desde el original el 11 de marzo de 2010. Consultado el 8 de febrero de 2006. from MIT Institute Archives and Special Collections
20. ↑  Antiballistic Defence
21. 1 2  From Communications Engineering to Communications Science: Cybernetics and Information Theory in the United States, France, and the Soviet Union by David Mindell, Jérôme Segal, Slava Gerovitch pp. 1-19. (From the book: Science and Ideology: A Comparative History, sous la direction de Mark Walker, Routledge, London, 2003, pp. 66-95.)
22. ↑  U.K. Gonville & Caius College Engineering student tribute
23. ↑  Journal of Dynamic Systems, Measurement, and Control. 09-99. American Society of Mechanical Engineers. 1976. p. 126. Consultado el 12 de junio de 2013. «This, I said, was a sort of shotgun marriage forced upon us by the pressures of military problems in World War II.»
24. ↑  Gene F. Franklin; J. David Powell; Abbas Emami-Naeini (2010). Feedback control of dynamic systems 10. Pearson. p. 386. Consultado el 12 de junio de 2013. «Bode characterized this crossover of control system design methods as being a “son of shotgun marriage."».
25. ↑  George P. Richardson (1991). Feedback thought in social science and systems theory. University of Pennsylvania Press. p. 164. ISBN 978-0-8122-3053-6. Consultado el 12 de junio de 2013. «Bode described the resulting blend as "a sort of 'shotgun marriage' between two incompatible personalities."».
26. ↑  «Copia archivada». Archivado desde el original el 20 de mayo de 2010. Consultado el 20 de octubre de 2017.
27. ↑  Analog Computer
28. 1 2  Germans at last learn truth about von Braun's 'space research' base. Article on The Telegraph by Tony Paterson in Peenemunde, June 10, 2001 Quote: "...missile research centre run by Wernher von Braun, who later worked on the American space programme...". Retrieved March 9, 2007.
29. 1 2  IEEE Global History Network Quote: "Von Braun soon went to work at a secret laboratory called Peenemünde near the Baltic Sea, working on the V-1 missile, which would terrorize Londoners". Retrieved January 14, 2009.
30. 1 2  Craig Nelson (27 de abril de 2010). Rocket Men: The Epic Story of the First Men on the Moon. Penguin. p. 129. ISBN 978-0-14-311716-2. Consultado el 22 de noviembre de 2012. «It was the dawn of a new world, for at this committee's meetings, von Braun, creator of Nazi rockets, sat across the table from Hendrik Wade Bode, creator of Britain's automatic artillery robot, which brought down those very same rockets.»
31. ↑  Mathematical Research Group History
32. ↑  «Equalizers». Archivado desde el original el 2 de abril de 2014. Consultado el 26 de junio de 2014.
33. ↑  Op. Amp. Demo Archivado el 29 de septiembre de 2007 en Wayback Machine.
34. ↑  First Dozen Control Books in English
35. ↑  Shearer, Benjamin F. (2007). Home front heroes: a biographical dictionary of Americans during wartime. Greenwood Publishing Group. pp. 98-99. ISBN 978-0-313-33420-7.
36. 1 2  Harvard Crimson: Bell Researcher Named Professor Quote: Harvard announced yesterday that it has named Hendrik Wade Bode, about to retire as vice-president of the Bell Telephone Laboratories, to be Gordon McKay Professor of Systems Engineering here. Publicado 13 de octubre de 1967 12:00 No Writer Attributed. Visto 10 de marzo de 2007.
37. ↑  «Fuzzy Logic». Archivado desde el original el 6 de febrero de 2006. Consultado el 26 de junio de 2014.
38. 1 2  Synergy: Technical Integration and Technological Innovation in the Bell System (Bell Laboratories, 1971)
39. ↑  A Conversation with Ramanathan Gnanadesikan Jon R. Kettenring and Ramanathan Gnanadesikan Statistical Science, Vol. 16, No. 3 (Aug. 2001), pp. 295-309 Published by: Institute of Mathematical Statistics Quote: What do I mean by the culture at Bell Labs? As Hendrik Wade Bode who wrote a book called Synergy: Technical Integration and Technological Innovation in the Bell System, described it, the essence of success of Bell Labs was the synergy that brought together people of very different skills, very different approaches, experiences and training and who shared a certain value for this interaction across borders.
40. ↑  United States. Congress. House. Committee on Science and Astronautics (1965). Hearings. Consultado el 6 de marzo de 2013. «Hendrik Wade Bode, research engineer, was born at Madison, Wis., December 24, 1905. He received his B.A.... Dr. Bode holds patents in the fields of electric circuit theory and military devices. He is author of a book... He received the Ernest Orlando Lawrence Award in 1960.»
41. ↑  «Rufus Oldenburger Medal». American Society of Mechanical Engineers. Consultado el 21 de febrero de 2013.
42. ↑  «Richard E. Bellman Control Heritage Award». American Automatic Control Council. Archivado desde el original el 1 de octubre de 2018. Consultado el 10 de febrero de 2013.
43. ↑  «AACC Awards». American Automatic Control Council. Archivado desde el original el 24 de septiembre de 2018. Consultado el 10 de febrero de 2013.
44. ↑  Hendrik W. Bode Lecture Prize
45. 1 2  Memorial tributes By National Academy of Engineering p. 53
46. ↑  Counting house from Harper's archive
47. ↑  National Academy of Engineering (1976). The National Academy of Engineering: the first ten years. National Academies. p. 173. NAP:14721. Consultado el 22 de noviembre de 2012. «The following persons are named as the Founding Members of the Academy: Hendrik Wade Bode, Walker Lee Cisler, Hugh Latimer Dryden, Elmer William Engstrom, William Littell Everitt, Antoine Marc Gaudin, Michael Lawrence Haider,...»
48. ↑  «Founding members of the National Academy of Engineering». National Academy of Engineering. Consultado el 21 de octubre de 2012.
49. ↑  National Academies website